# ROCK YOUR SOUL
〈ROCK YOUR SOUL〉은 V6의 41번째 싱글이다.

## 개요
- 〈kEEP oN.〉으로부터 4개월 만에 발매되었다. 1년에 3매의 싱글을 발매하는 것은 2007년 이래(〈HONEY BEAT/나와 우리의 내일〉, 〈재스민/Rainbow〉, 〈way of life〉) 5년 만.
- 주간 오리콘 싱글 차트에서 2010년에 발매된 〈only dreaming/Catch〉이래 2년 만이 되는 1위를 획득.
- 이번 작품은, 초회 생산 한정반 A, 초회 생산 한정반 B, 통상반, 진·북두무쌍반의 4형태로 발매되었다. 또, 4형태로 발매된 것은 2008년의 〈LIGHT IN YOUR HEART/Swing!〉이래 4년 만이다.

## 수록곡

### 초회 생산 한정반 A
CD
1. ROCK YOUR SOUL [5:18]
작사·작곡: 시미즈 아키오 / 편곡: 스즈키 마사야
  - 《진·북두무쌍》 이미지 송.
2. ミュージック・ライフ / 뮤직 라이프 [3:56]
작사: 니시데라 고타, 타니구치 나오히사 / 작곡: 타니구치 나오히사, 니시데라 고타 / 편곡: corin.
  - TBS계 《가챠가챠 V6》 엔딩 테마.

DVD
1. ROCK YOUR SOUL
2. ROCK YOUR SOUL 다각도 ver

### 초회 생산 한정반 B
CD
1. ROCK YOUR SOUL
2. ミュージック・ライフ / 뮤직 라이프

DVD
1. 〈키폰 V6〉 Vol.2

### 통상반
CD
1. ROCK YOUR SOUL
2. ミュージック・ライフ / 뮤직 라이프
3. fAKE [4:18]
작사: Kenn Kato / 작곡·편곡: corin.
4. ボクラノオト / 우리의 소리 [4:14]
작사: 토리우미 유스케 / 작곡: 다이치 / 편곡: CHOKKAKU
5. ROCK YOUR SOUL（instrumental）
6. ミュージック・ライフ（instrumental）
7. fAKE（instrumental）
8. ボクラノオト（instrumental）

### 진·북두무쌍반(타이업반)
CD
1. ROCK YOUR SOUL
2. ROCK YOUR SOUL　エゲームンディングver. / ROCK YOUR SOUL 게임 엔딩 ver.
3. ROCK YOUR SOUL（instrumental）